# Vectaerovenator

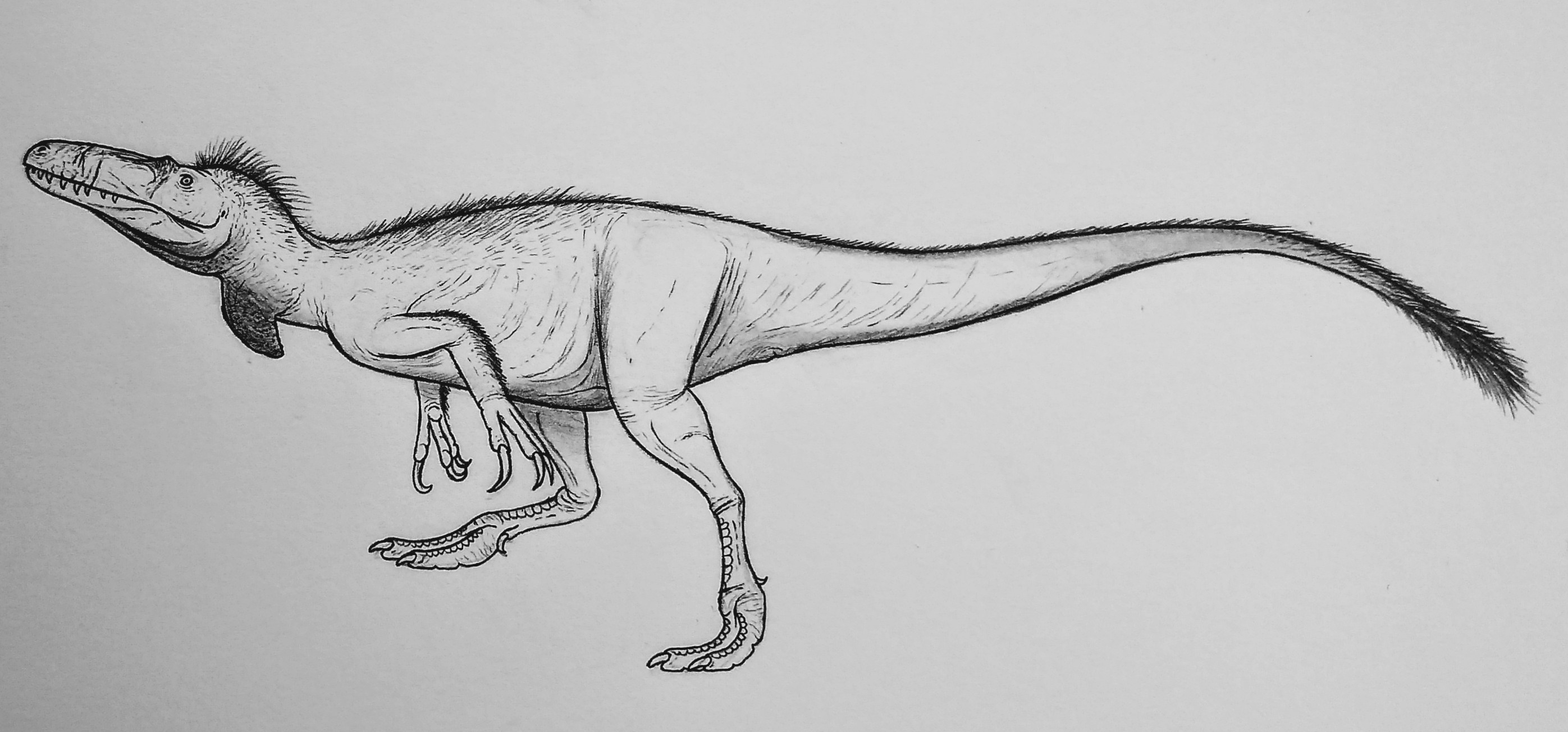
Hình vẽ của Vectaerovenator

Vectaerovenator là một loài khủng long được phát hiện vào năm 2019 tại Shanklin, đảo Wight, Anh qua bốn mẫu xương. Các nhà cổ sinh của trường đại học Southampton tin rằng bốn mẫu xương này là của một giống khủng long chân thú mới có họ hàng với Khủng long bạo chúa. Loài này sống tại kỷ Phấn Trắng vào 115 triệu năm trước và được ước tính dài khoảng 4 m (13 ft). Loài duy nhất của chi này là V. inopinatus.